# Comuna Berezove, Pokrovske
Berezove (în ucraineană Березове) este o comună în raionul Pokrovske, regiunea Dnipropetrovsk, Ucraina, formată din satele Berezove (reședința), Kalînivske, Novoheorhiivka, Novomîkolaiivka, Novopetrivske, Stepove și Zaporizke.

## Demografie
Componența lingvistică a satului Berezove
     Ucraineană (95,64%)
     Rusă (3%)
     Alte limbi (1,22%)
Conform recensământului din 2001, majoritatea populației satului Berezove era vorbitoare de ucraineană (95,64%), existând în minoritate și vorbitori de rusă (3%).